# Джек Альбертсон
Джек Альбертсон (англ. Jack Albertson; 16 червня 1907, Молден — 25 листопада 1981, Голлівуд) — американський актор, комік і співак, найбільш відомий своїми ролями у фільмах «Пригоди „Посейдона“» і «Віллі Вонка і шоколадна фабрика».

## Біографія
Джек Альбертсон народився в штаті Массачусетс в сім'ї іммігрантів з Російської імперії, євреїв Флори Коафт і Леопальда Альбертсона. Крім нього в сім'ї вже була старша дочка, Мейбл, яка також стала актрисою. Не довчившись в школі, Джек Альбертсон кинув навчання і перебрався в Нью-Йорк, де збирався почати кар'єру в шоубізнесі. Перший час йому доводилося важко зводити кінці з кінцями, і майбутній актор іноді ночував або в метро, або на лавочці в Центральному парку. Першою серйозною роботою в його житті, стала участь у дорожній трупі артистів водевілів, де він виконував танцювальні номери.
Незабаром він отримав роботу в одному з бурлеск-шоу, де виступав в комедійному дуеті з актором Філом Сілверсом. Завдяки цим виступу Джек Альбертсон потрапив на Бродвей, де його акторська кар'єра стала стрімко розвиватися. В кінці 1930-х актор дебютував на великому екрані, знявшись надалі у понад 30 фільмах. Одна з перших його кіноролей була у фільмі «Чудо на 34-ій вулиці» (1947), де Альбертсон зіграв листоношу. Значний успіх прийшов до нього в 1950-х, коли він став активно зніматися на телебаченні.
У 1960-х і 1970-х Альбертсон з'явився в ряді успішних кінофільмів, серед яких «Цілуються кузени» (1964), «Робітник з найму» (1964), «Віллі Вонка і шоколадна фабрика» (1971) і «Пригоди „Посейдона“» (1972). У 1964 році актор був відзначений премією «Тоні» за роль у бродвейському мюзиклі «Якби не троянди», а чотири роки по тому з'явився і в її екранізації, роль в якій принесла йому премію «Оскар» в номінації найкращий актор другого плану. Водночас Альбертсон продовжував успішну кар'єру на телебаченні, де в 1974 році його відзначено премією «Еммі» за роль в серіалі «Чіко і людина».
У 1978 році акторові був поставлений діагноз колоректальний рак, але, попри це він продовжував активно зніматися. Одну зі своїх останніх ролей він зіграв у фільмі жахів «Померлі і поховані». Джек Альбертсон помер в листопаді 1981 року в Голлівуді у віці 74 років. Через рік не стало і його сестри, актриси Мейбл Альбертсон. Вони обидвоє були піддані кремації, а їх прах розвіяний над Тихим океаном.

## Вшанування пам'яті
Його вклад в розвиток американського телебачення був відзначений зіркою на Голлівудській алеї слави.